# كيمبيرلي (أيداهو)
كيمبيرلي (بالإنجليزية: Kimberly)‏ هي مدينة أمريكية تقع في ولاية أيداهو. ويبلغ عدد سكانها 3264 نسمة حسب إحصاء سنة 2010 م 3264.

## التركيبة السكانية
قام مكتب تعداد الولايات المتحدة بتحديد بيانات التركيبة السكانية لكيمبيرلي في تعداد الولايات المتحدة. في ما يلي، التركيبة السكانية حسب تعدادي 2000 و2010.

### تعداد عام 2000
بلغ عدد سكان كيمبيرلي 2,614 نسمة بحسب تعداد عام 2000، وبلغ عدد الأسر 916 أسرة وعدد العائلات 690 عائلة مقيمة في المدينة.
وتوزع التركيب العرقي للمدينة بنسبة 94.99% من البيض و0.92% من الأمريكيين الأصليين و0.87% من الأمريكيين ذوي الأصول الآسيوية و0.09% من سكان جزر المحيط الهادئ و0.08% من الأمريكيين الأفارقة و1.95% من عرقين مختلطين أو أكثر.
بلغ عدد الأسر 916 أسرة كانت نسبة 40.2% منها لديها أطفال تحت سن الثامنة عشر تعيش معهم، وبلغت نسبة الأزواج القاطنين مع بعضهم البعض 68.7% من أصل المجموع الكلي للأسر، ونسبة 19.0% من الأسر كان لديها معيلات من الإناث دون وجود شريك، وكانت نسبة 21.7% من غير العائلات. تألفت نسبة 21.3% من أصل جميع الأسر من أفراد ونسبة 11.4% كانوا يعيش معهم شخص وحيد يبلغ من العمر 65 عاماً فما فوق. وبلغ متوسط حجم الأسرة المعيشية 3.29، أما متوسط حجم العائلات فبلغ 2.80.
بلغ العمر الوسطي للسكان 33.5 عاماً. ونسبة 28% كانت واقعةً في الفئة العمرية ما بين الخامسة والعشرين حتى الرابعة والأربعين عاماً، ونسبة 18.5% كانت ما بين الخامسة والأربعين حتى الرابعة والستين، ونسبة 13.9% كانت ضمن فئة الخامسة والستين عاماً فما فوق. يوجد لكل 100 أنثى 95 ذكر، ويوجد لكل 100 أنثى في الثامنة عشر من عمرها فما فوق 90.1 ذكر.
بلغ متوسط دخل الأسرة في المدينة 33,906 دولار، أما متوسط دخل العائلة فبلغ 39,856 دولار. وكان متوسط دخل الذكور 29,650 دولار مقابل 19,757 دولار للإناث. وسجل دخل الفرد الخاص بالمدينة 13,545 دولار. وكانت نسبة 6.7% من العائلات ونسبة 8.7% من السكان تحت خط الفقر، وكان من هؤلاء نسبة 10.3% تحت سن الثامنة عشر ونسبة 6.8% في الخامسة والستين من العمر وما فوق.

### تعداد عام 2010
بلغ عدد سكان كيمبيرلي 3,264 نسمة بحسب تعداد عام 2010، وبلغ عدد الأسر 1,123 أسرة وعدد العائلات 835 عائلة مقيمة في المدينة. في حين سجلت الكثافة السكانية 2,027.3 نسمة لكل ميل مربع (782.7/كم2). وبلغ عدد الوحدات السكنية 1,190 وحدة بمتوسط كثافة قدره 739.1 لكل ميل مربع (285.4/كم2).
وتوزع التركيب العرقي للمدينة بنسبة 91.8% من البيض و1.0% من الأمريكيين الأصليين و0.3% من الأمريكيين ذوي الأصول الآسيوية و0.1% من سكان جزر المحيط الهادئ و0.2% من الأمريكيين الأفارقة و2.0% من عرقين مختلطين أو أكثر.
بلغ عدد الأسر 1,123 أسرة كانت نسبة 44.3% منها لديها أطفال تحت سن الثامنة عشر تعيش معهم، وبلغت نسبة الأزواج القاطنين مع بعضهم البعض 58.3% من أصل المجموع الكلي للأسر، ونسبة 11.1% من الأسر كان لديها معيلات من الإناث دون وجود شريك، بينما كانت نسبة 4.9% من الأسر لديها معيلون من الذكور دون وجود شريكة وكانت نسبة 25.6% من غير العائلات. تألفت نسبة 21.8% من أصل جميع الأسر من أفراد ونسبة 9.3% كانوا يعيش معهم شخص وحيد يبلغ من العمر 65 عاماً فما فوق. وبلغ متوسط حجم الأسرة المعيشية 3.38، أما متوسط حجم العائلات فبلغ 2.87.
بلغ العمر الوسطي للسكان 31.9 عاماً. وكانت نسبة 32.4% من القاطنين تحت سن الثامنة عشر، وكانت نسبة 8% بين الثامنة عشر والأربعة وعشرون عاماً، ونسبة 26.8% كانت واقعةً في الفئة العمرية ما بين الخامسة والعشرين حتى الرابعة والأربعين عاماً، ونسبة 21.7% كانت ما بين الخامسة والأربعين حتى الرابعة والستين، ونسبة 11.1% كانت ضمن فئة الخامسة والستين عاماً فما فوق. وتوزع التركيب الجنسي للسكان بنسبة 49.6% ذكور و50.4% إناث.